# Aichi Kōkūki

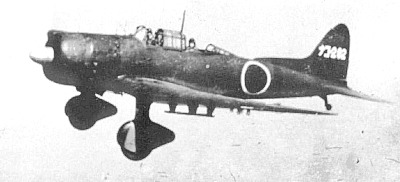
El avión Aichi D3A2

Aichi Kōkūki (Compañía Aeronáutica Aichi) fue un fabricante japonés de aviones que construyó varios modelos para la Armada Imperial Japonesa.

## Historia
La compañía se estableció en 1898 en Nagoya, fabricando relojes y componentes eléctricos. La producción de aviones empezó en 1920 contando con la asistencia técnica de la alemana Heinkel, que influyó en sus primeros diseños. En 1943 la rama aeronáutica se separó de la casa madre, y tras la guerra, la compañía se disolvió. Su actual remanente, Aichi Machine Industry Co., Ltd., fabrica componentes de automoción para Nissan.

## Listado de modelos
- B7A Ryusei. Código Aliado: Grace
- C4A
- D1A. Código Aliado: Susie
- D3A. Código Aliado: Val
- E3A
- E8A
- E10A
- E11A. Código Aliado: Laura
- E12A
- E13A. Código Aliado: Jake
- E16A Zuiun. Código Aliado: Paul
- F1A
- H9A
- M6A Seiran
- S1A Denko